# Carport

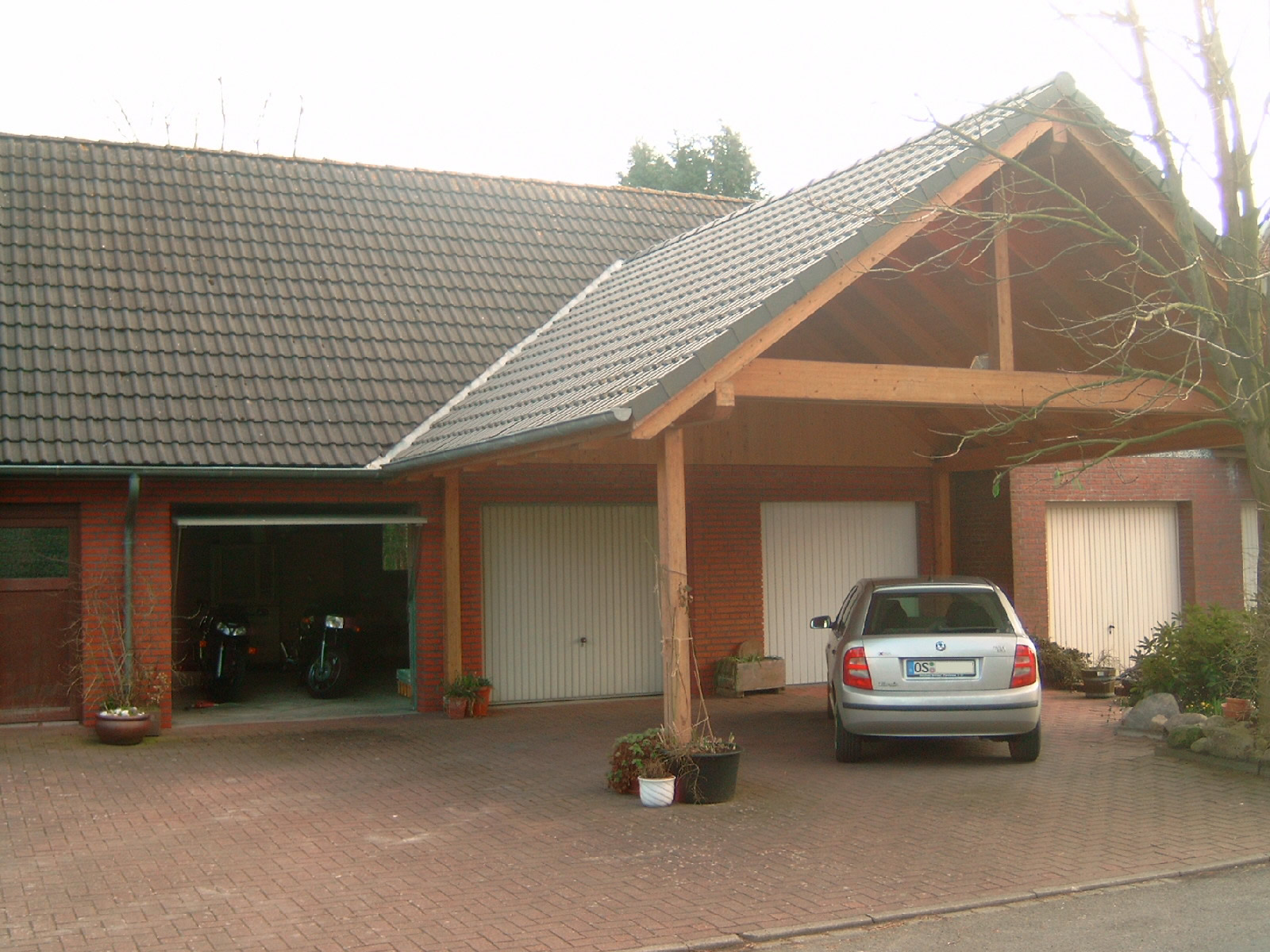
Een carport met daaronder een geparkeerde auto. Daarachter bevinden zich garages.

Een carport is een overkapping waaronder men een auto min of meer beschermd tegen weersinvloeden kan parkeren, meestal bij een woonhuis.
Het bouwwerk bestaat in de gebruikelijke vorm uit een overkapte parkeerplaats die losstaand of aangebouwd kan zijn uitgevoerd. Door de overkapping zijn auto's in zekere mate beschermd tegen weersinvloeden zoals regen en hagel. De zijkanten van een carport zijn geheel of gedeeltelijk open gelaten. Indien het bouwwerk geheel dicht is spreekt men over een garage. Door het ontbreken van wanden zal een carport over het algemeen lagere bouwkosten hebben dan een garage.